# Będargowo (powiat Policki)
Będargowo (Duits: Mandelkow) is een dorp in de Poolse woiwodschap West-Pommeren (Powiat Policki). De plaats maakt deel uit van de gemeente Kołbaskowo en telt 220 inwoners.

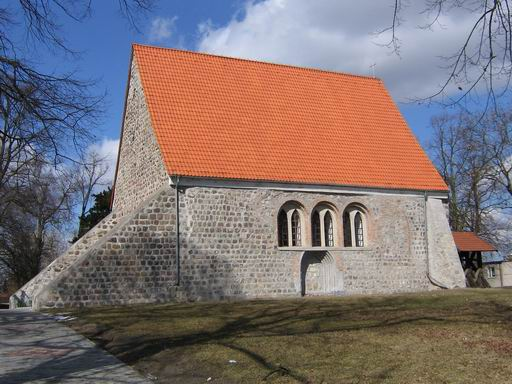
Kerk in Będargowo